# Gorica, Puconci
Gorica este o localitate din comuna Puconci, Slovenia, cu o populație de 326 de locuitori.